# Slučajna matrika
Slučajna matrika je matrika danega tipa in velikosti, ki ima za elemente slučajna števila iz določene porazdelitve. Slučajna matrika je v obliki matrike prikazana slučajna spremenljivka. Veliko fizikalnih sistemov se lahko prikaže v obliki slučajne matrike. Zgled: toplotno prevodnost mreže se lahko izračuna s pomočjo dinamične matrike interakcij delcev z delci v mreži.  

## Spektralna teorija slučajnih matrik
Teorija slučajnih spremenljivk ima pomembno vlogo na mnogih področjih. Med najbolj znanimi je Wignerjev zakon, ki pravi, da gostota stanj slučajne simetrične matrike {\displaystyle N\times N\,} z normalno porazdelitvijo stremi k Wignerjevi polkrožni porazdelitvi, ko gre {\displaystyle N\,} proti {\displaystyle \infty \,}. Wignerjev zakon velja tudi v bolj splošnem primeru. Velja tudi takrat, ko se samo sluti na kakšen način so spremenljivke porazdeljene. Splošnejšo teorijo je razvil romunsko-ameriški matematik Dan-Virgil Voiculescu (rojen 1949) v 80-ih letih dvajsetega stoletja. 